# 让-马里·皮埃雷
让-马里·皮埃雷（法語：Jean-Marie Pierret，法語發音：[ʒɑ̃ maʁi pjɛʁɛ]；1942年3月26日—），比利时羅曼學家，瓦隆语言和文学协会及皇家地名和方言学委员会成员，专门研究瓦隆语，其撰写了多篇关于瓦隆语地名学和方言学的研究报告及一本关于法语语音学的书籍。
皮埃雷曾任教于鲁汶天主教大学，目前居住在比利时瓦隆布拉班特省利姆莱特。